# Дорфпроцельтен
Дорфпроцельтен (нем. Dorfprozelten) — община в Германии, в земле Бавария.
Подчиняется административному округу Нижняя Франкония. Входит в состав района Мильтенберг.
По данным на 31 декабря 2015 года:
- территория — 1133,7 га;
- население — 1761 чел.;
- плотность населения — 155,33 чел./км²;
- землеобеспеченность с учётом внутренних вод — 6437,82 м²/чел.

До 1 января 1994 года община входила в состав административного сообщества Штадтпроцельтен.

## Население
По оценке на 31 декабря 2015 года население общины Дорфпроцельтен составляет 1761 чел. 

| Дата      | 1840 | 1871 | 1900 | 1925 | 1939 | 1950 | 1961 | 1970 | 1987 | 2011 |
| --------- | ---- | ---- | ---- | ---- | ---- | ---- | ---- | ---- | ---- | ---- |
| Население | 1067 | 981  | 1084 | 1144 | 1243 | 1531 | 1639 | 1627 | 1741 | 1806 |

| Год       | 1960 | 1970 | 1980 | 1990 | 2000 | 2009 | 2010 | 2011 | 2012 | 2013 | 2014 | 2015 |
| --------- | ---- | ---- | ---- | ---- | ---- | ---- | ---- | ---- | ---- | ---- | ---- | ---- |
| Население | 1606 | 1621 | 1659 | 1797 | 1969 | 1834 | 1797 | 1797 | 1775 | 1784 | 1777 | 1761 |